# Globukrajova
Globukrajova, 1911 és 1919 között Kiskirálymező (románul: Globu Craiovei, korábban Globucraiova) falu Romániában, a Bánátban, Krassó-Szörény megyében.

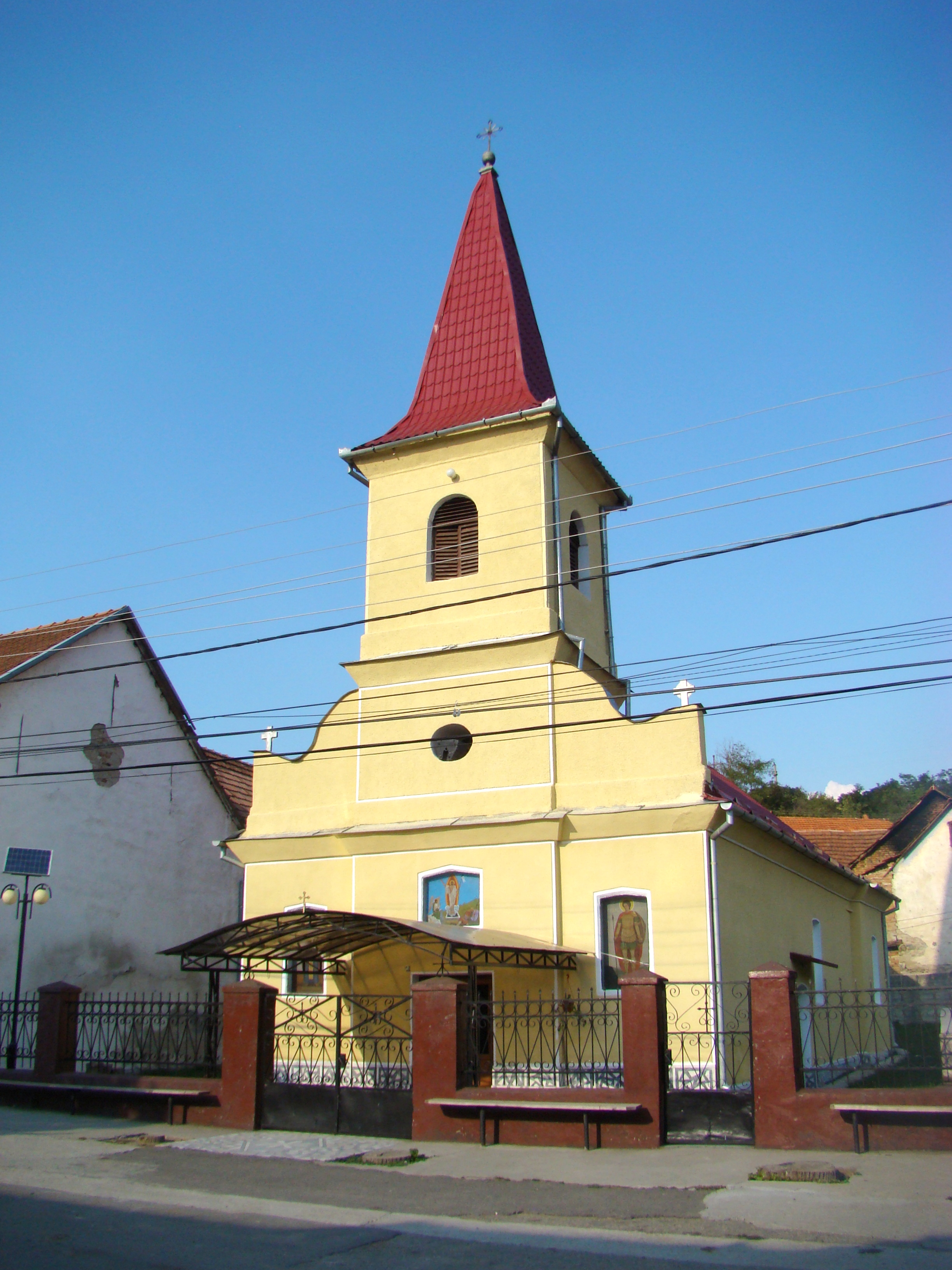
Ortodox templom

## Nevének eredete
Craiova patakjának a neve, amely egy 'királyi' jelentésű szláv kraljova szónak a származéka. A szurdokhoz a helyiek egy crai Iová-ról ('Iova király') szóló néveredetmondát fűztek. A falu nevének alaptagja bizonytalan eredetű, de biztosan nincs köze a 'gömb' jelentésű román glob szóhoz, amely későbbi neologizmus. Először 1547-ben Glob, 1590-ben Alsó és Felső Glob, 1603-ban Kis-glob, 1700 körül Globul Krajovy, 1785-ben Globa Krajova, 1808-ban Globukrajova alakban írták. A helységnévrendezéskor úgy kapta a Kiskirálymező nevet, hogy Kovács Alajos az 1439-ben a mehádiai kerületben említett Kyskyralmezew-vel azonosította, amely egyébként Pesty Frigyes szerint azonos volt az 1402-ben és 1436-ban említett Királymezeje faluval.

## Földrajz
A Szemenik-hegység déli peremén, az Almási-medence keleti kapujában fekszik. Keleten és nyugaton négy-ötszáz méteres dombok, délnyugaton hét-nyolcszáz méteres hegyek veszik körül. A falu belterülete az 1960-as évekre szűknek bizonyult, akkor a gneiszből hasítottak ki házhelyeket. Így egyes házak hátukkal a sziklának támaszkodnak. 1565 hektáros határából 532 hektár legelő, 439 szántóföld, 312 rét, 163 erdő és 85 gyümölcsös.

## Népesség

### A népességszám változása
1791-ben 430 lakosa volt. 1872-ben, a határőrség utolsó évében, 96 nagycsalád lakta 712 fővel. Lakossága 1966-ig nőtt (akkor 977 fő volt), azóta csökken.

### Etnikai és vallási adatok
- 1880-ban 739 lakosából 717 volt román és 22 cigány anyanyelvű; valamennyien ortodox vallásúak.
- 2002-ben 845 lakosából 843 volt román nemzetiségű; 711 ortodox és 132 baptista vallású.

## Története
A szájhagyomány szerint a Török hódoltság idején kilenc dombon elterülő tíz-tizenöt házcsoportból állt. 1604-ben négy és egy negyed portája adózott. 1718-ban húsz, 1774-ben már 82 házból állt. A különálló házcsoportok lakóit 1784-ben telepítették össze a Craiova patak jobb partjára, a Zăvoi és Lunca Mică nevű teraszokra. Az egykori házcsoportokat azonban a lakosság továbbra is megtartotta mint nyári szállásokat (kalyibákat). A Calva házcsoport lakói pedig csak jóval később költöztek le végleg, a patak bal partjára. 1774-től a Katonai határőrvidék részeként militarizálták. Férfi lakói a Craiova torkolatánál, Jeselnicán, a Mola-patak Dunába ömlésénél és Dubován teljesítettek őrszolgálatot. Részt vettek a Veterani-barlang és Belgrád ostromában, valamint az 1788–89-es mehádiai harcokban. 1788-ban, amíg a férfiak távol voltak, a török csapatok elpusztították. Határát 1802–04-ben felosztották, minden „nagycsaládnak” (Kommunion, ld. zadruga) 24 holdnyi földet mértek ki. A globukrajovai határőrök 1848–49-ben Temesváron és Gyulafehérvárt a védőseregben szolgáltak. 1866-ban részt vettek a porosz–osztrák–olasz háborúban. 1872-ben kezdődött meg a terület polgári közigazgatás alá vonása. 1873-tól Szörény, 1881-től Krassó-Szörény vármegyéhez tartozott. 1907-ben csatolták a teregovai járásból az orsovai járáshoz. A patak 1910-es árvizében huszan fulladtak meg. 1925-ben Szörény megyéhez csatolták, majd 1956–67-ben a bozovicsi rajon része volt, 1968 óta tartozik Krassó-Szörény megyéhez. Az első baptisták 1917-ben jelentek meg a faluban, 1925-ben tartották az első bemerítkezést és 1949-ben építettek imaházat. A belbiztonsági erők 1949 első felében naponta járőröztek a faluban, partizánokra vadászva. Az 1970-es évek első felében lakói a topleci malomgépipari gyárba, a karánsebesi és a jablanicai vasúthoz és a jablanicai erdészethez ingáztak munkába.

## Látnivalók
- A falutól nyugatra a Craiova patak gneiszbe, szürke palába és csillámpalába vágódó szurdoka 2,5 kilométeres hosszúságban (96 hektáron) természetvédelmi terület. A benne fészkelő déli hantmadár, uhu, a Bucculatrix mehadiensis nevű bordásmolyféle és a Solenobia banatica nevű lepkefaj mellett jelentősek kagylókövületei. A szurdok mentén húzódó utat az első világháború után kezdték építeni, de forrás hiányában abbahagyták és végül 1967–68-ban építették meg. Kőbánya is működött benne.
- 1836-ban épült ortodox templomát 1903-ban teljesen átalakították. Ikonosztáza és falképei Bartolomeo Delliomini karánsebesi festő művei 1909-ből. 1995-ben újabb falképek készültek.

## Oktatás
A helyi általános iskola felső tagozatát 2009-ben megszüntették.

## Gazdaság
A faipar mellett a gyümölcstermesztés jelentős. 1921-ben még az állattartás, főként a juhtenyésztés volt lakóinak legfőbb bevételi forrása. 1791-ben 1451, 1941-ben 1693 juhot tartottak. Nyáron a családok a határban legeltették nyájukat, de a községnek a Csernai-havasokban is voltak legelői. 1946–47-ben, a szárazság miatt az állatok nagy részét eladták. 1974-től kezdve az állattenyésztés fokozatosan visszaszorult, 1993-ban még 769, 2009-ben már mindössze 144 juhot írtak össze a faluból. A juhtartás helyett a pálinkaszilva- és almatermesztés lépett előtérbe.